# István Adorján
István Adorján (* 12. November 1913; † 7. Juni 1987 in Mayfield Heights) war ein ungarischer Radrennfahrer.

## Sportliche Laufbahn
Adorján war Teilnehmer der Olympischen Sommerspiele 1936 in Berlin. Beim Sieg von Robert Charpentier im olympischen Straßenrennen schied er aus. Die ungarische Mannschaft kam nicht in die Mannschaftswertung. Durch einen Massensturz kurz vor dem Ziel war eine reguläre Ermittlung der Plätze in der Mannschaftswertung nicht möglich, so dass nicht alle Fahrer gewertet wurden und Ungarn aus der Wertung fiel. 1935 wurde er Dritter der Ungarn-Rundfahrt hinter dem Sieger Károly Nemes-Nótás, 1934 hatte er den 5. Platz belegt.